# Instituto de Investigaciones Biológicas Clemente Estable
El Instituto de Investigaciones Biológicas Clemente Estable (IIBCE) es una institución pública, estatal, y sin fines de lucro, que depende del Ministerio de Educación y Cultura (MEC) del Uruguay donde se desarrollan proyectos de investigación científica de máxima calidad en diferentes áreas de la biología. Su objetivo principal es obtener nuevos conocimientos y soluciones innovadoras a las problemáticas del Uruguay.
Constituye un centro de formación de profesionales científicos y técnicos de primer nivel y una institución de referencia nacional en materia de ciencia, tecnología e innovación. Desde su labor, promueve además la creación de políticas científicas orientadas al crecimiento del país, donde la ciencia es parte integral de la educación y la cultura.

## Historia

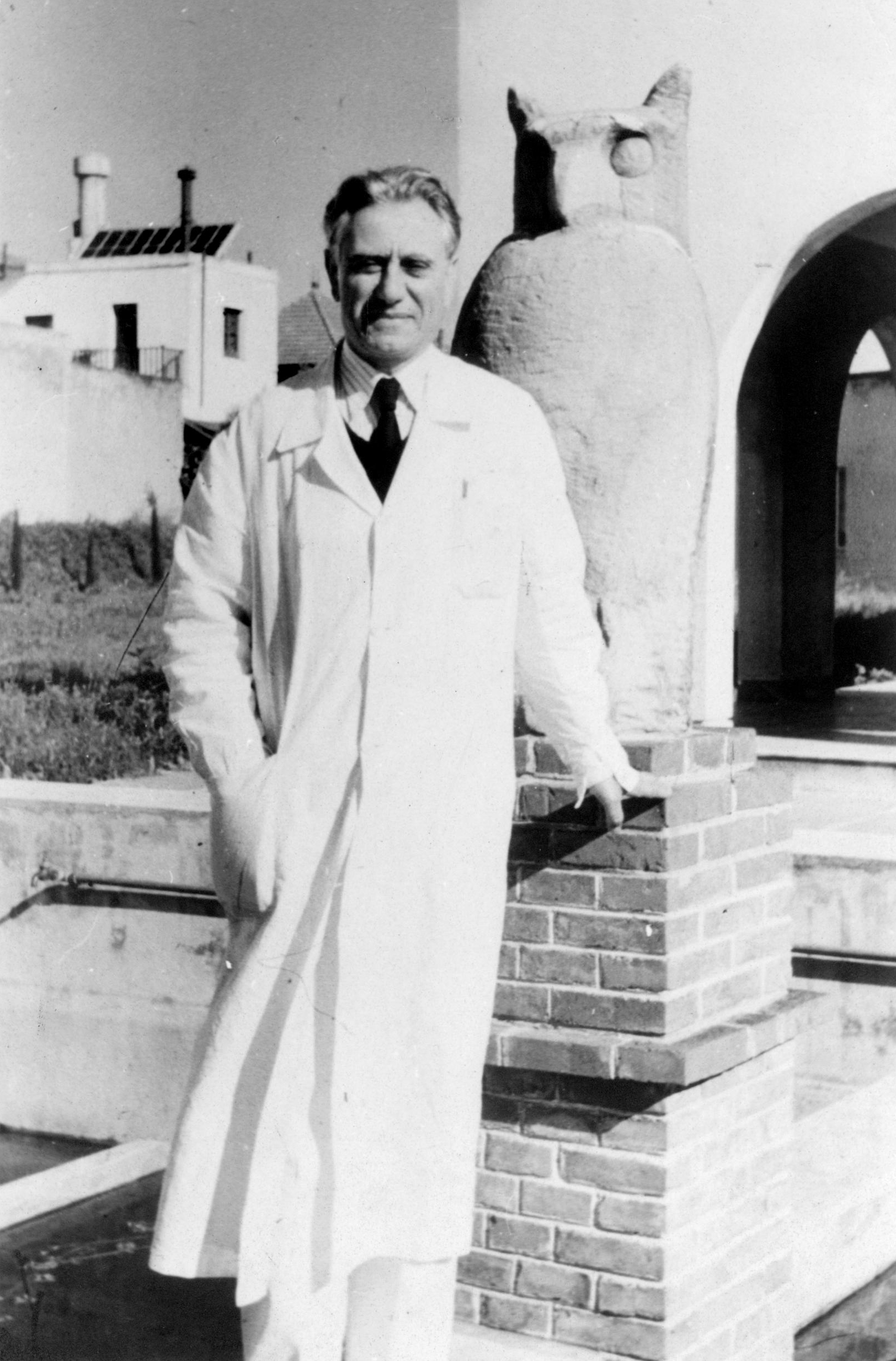
Clemente Estable

### Los comienzos
El IIBCE fue creado en el año 1927 bajo la dirección del investigador Clemente Estable. En ese momento el laboratorio era pequeño, pero con el paso del tiempo fue logrando ampliar sus horizontes con un grupo de científicos de excelencia.

### La evolución
El edificio actual fue posible gracias al apoyo conseguido de la Fundación Rockefeller, junto con un equipamiento tecnológico de avanzada. 

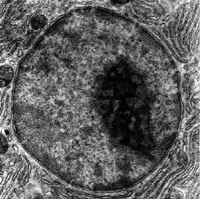
Nucléolo. Imagen de Microscopio electrónico.

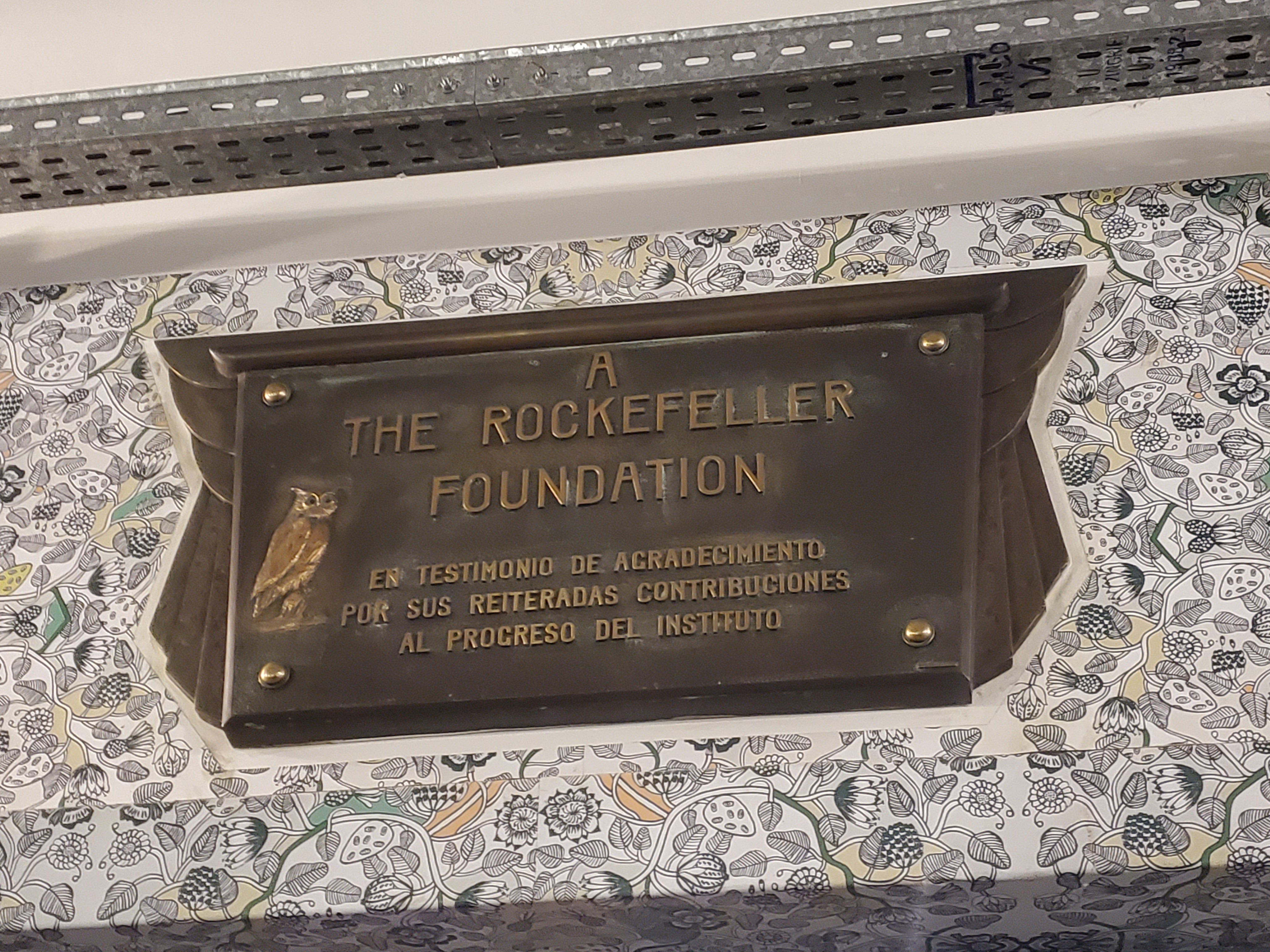
Placa en agradecimiento a la Fundación Rockefeller

A mediados del siglo XX, esta Institución de investigación fue modelo para América Latina. Se concretaron en 1951 estudios de ultraestructura del nucléolo.
En 1965 se realizó el Simposio internacional llamado “The Nucleolus, Its Structure and Function”, y los investigadores internacionales, como Thoru Pederson lo recuerda en "Montevideo: A high altitude View of the Nucleolus".

### La actualidad
Los ejes de investigación son múltiples tanto en la investigación básica como en la investigación aplicada.

### Presidentes
| Presidente Consejo Directivo | Período   |
| ---------------------------- | --------- |
| * Omar Trujillo              | 1998-2001 |
| *                            | 2001-2004 |
| *                            | 2004-2007 |
| *                            | 2007-2010 |
| * Gustavo Folle              | 2010-2013 |
| * Pablo Zunino               | 2013-2016 |
| * Susana González            | 2016-2020 |
| * Pablo Zunino               | 2020-2022 |
| * Cecilia Scorza             | 2022-2025 |

## Estructura de Investigación
Los equipos de investigación están estructurados en cuatro Divisiones; estas poseen doce Departamentos y entre todas poseen un total de seis laboratorios.

Las Divisiones son:
- División Neurociencias: integrada por seis Departamentos y tres laboratorios.
- División Genética y Biología Molecular: formada por tres Departamentos y un laboratorio.
- División Ciencias Microbiológicas: tiene tres Departamentos.
- División en formación de Ecología y Biología Evolutiva: que posee dos laboratorios.

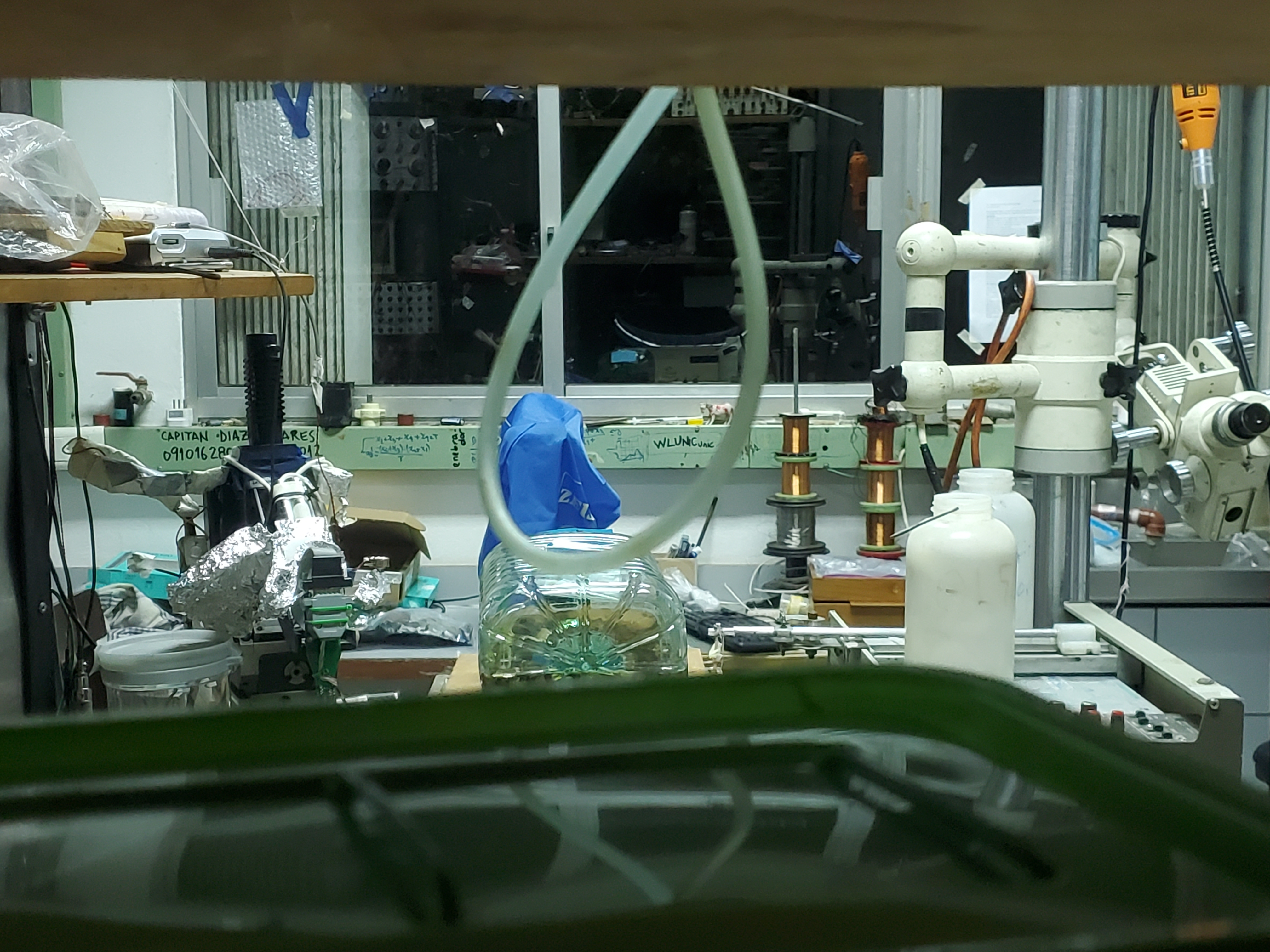
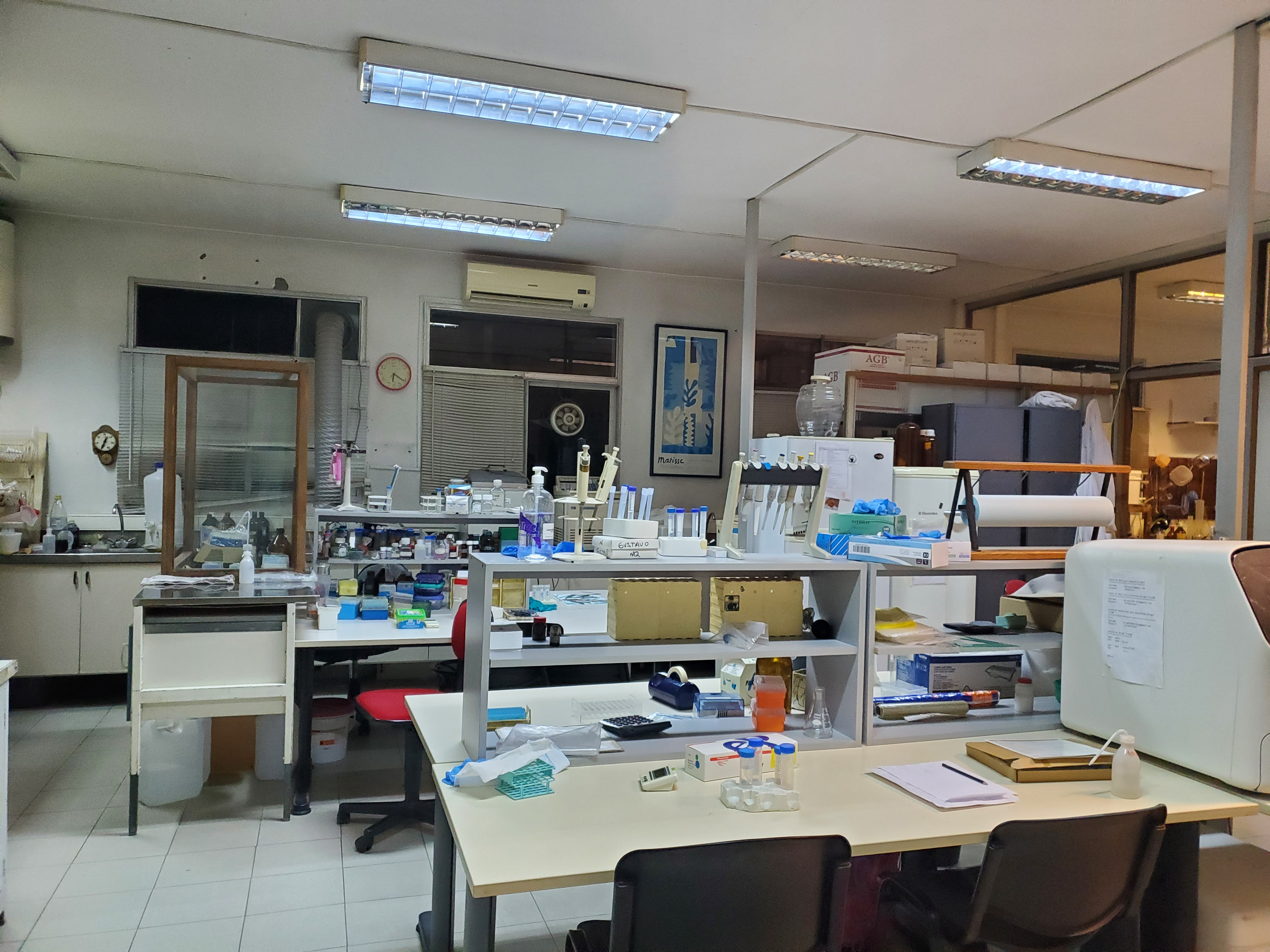
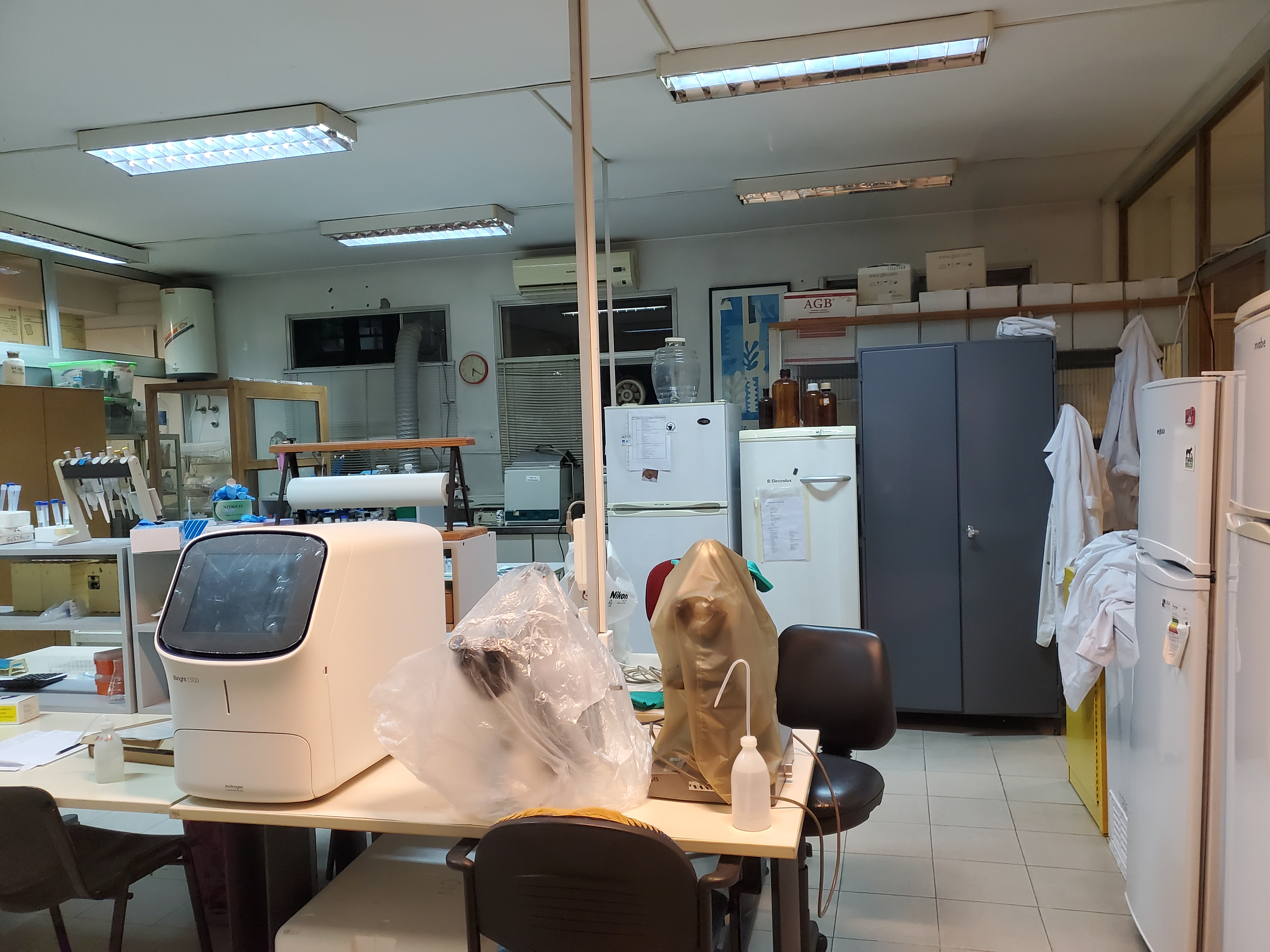